# Helina nigrimana
Helina nigrimana este o specie de muște din genul Helina, familia Muscidae, descrisă de Macquart în anul 1851. Conform Catalogue of Life specia Helina nigrimana nu are subspecii cunoscute.